# Liebermann Leó (orvos, 1883–1938)
Szentlőrinczi Liebermann Leó (Budapest, Terézváros, 1883. március 13. – Budapest, 1938. december 23.) magyar szemészorvos, egyetemi tanár.

## Élete
Liebermann Leó (1852–1926) orvos, higiénikus, egyetemi tanár és Baum Terézia (1858–1934) gyermekeként született orvoscsaládban. Már nagyapja is orvosként működött Debrecenben, ahogy később apja és testvérei is ezt a hivatást választották. Középiskolai, illetve egyetemi tanulmányait a fővárosban végezte, s 1905-ben avatták orvosdoktorrá a Budapesti Tudományegyetemen. 1906-tól 1916-ig előbb gyakornokként dolgozott Grósz Emil mellett, majd tanársegédként a budapesti I. számú Egyetemi Szemészeti klinikán. 1910-ben az Egyesült Államokban járt tanulmányúton. 1914-ben magántanári, s két évvel később főorvosi kinevezést kapott a Szent Rókus Kórházban, ahol haláláig tevékenykedett. 1923-ban rendkívüli tanári címmel tüntették ki a budapesti egyetemen. 1913-tól 1923-ig a Magyar Szemorvostársaság titkára. később elnöke volt. Szerkesztője volt a Budapesti Orvosi Újság szemészeti rovatának. Az Országos Közegészségügyi Tanácsnak előbb rendkívüli, majd rendes tagja lett. 1930-ban a Kormányzó egészségügyi főtanácsosi címet adományozott számára. A szemoperálások terén számos új gondolata és módosítása volt. Jelentősek a szemműtéti érzéstelenítésre, a hályogműtétekre, a kötőhártya-gyulladások kezelésére, az idegen testek kimutatására vonatkozó tanulmányai. Tudományos cikkeit magyarul és németül publikálta, de beszélt latinul és görögül is. 1938. december 23-án, az első zsidótörvény meghozatala után lakásán szíven lőtte magát, és elhunyt. Bár apja már az 1870-es évek végén kikeresztelkedett, és testvéreivel együtt keresztény hitben nőtt fel, a törvény értelmében zsidónak számított.
Sírja Fiumei úti sírkertben található.

## Magánélete
Felesége Bittelmeyer Matild (1899–1969) volt.